# Mala Ševnica
Mala Ševnica je naselje v občini Trebnje.
Mala Ševnica je gručasto naselje pod gozdnatim Bukovjem na severnem koncu močvirnatih Lok ob Vejarju. Malo Ševnico od Velike loči Ševniško polje z njivami, na severu jo obdaja Kriška gora, na vzhodu pa gozdnati Žugov hrib (360 m), pod katerega se zajeda globoka dolina Prdljivec, ki prehaja v širšo močvirnato ravan Zaloko. Nad Žugovim hribom je na manjši gozdni jasi zaselek Brhovo, severno od njega gozd Cejniče, v katerem je močan izvir Na studencu, vzhodno od tod pa je vinorodni Trnič. Območje je bogato z vodo: v Zaloki je izvir Škalca, na jugozahodu pod Bukovjem pa je v zaprti dolini kraški izvir Kot ali Peskar, od koder je bil napeljan vodovod na Veliko Ševnico. V bližini so bili odkriti ostanki rimske naselbine (zidovi, opeka, novci, kamnite plošče) in rimski grobovi.